# جينيفر دونداس
جينيفر دونداس (بالإنجليزية: Jennifer Dundas)‏ هي ممثلة أمريكية، ولدت في 14 يناير 1971 في بوسطن في الولايات المتحدة.

## وصلات خارجية
- جينيفر دونداس على موقع IMDb (الإنجليزية)
- جينيفر دونداس على موقع ألو سيني (الفرنسية)
- جينيفر دونداس على موقع أول موفي (الإنجليزية)
- جينيفر دونداس على موقع قاعدة بيانات برودواي على الإنترنت (الإنجليزية)
- جينيفر دونداس على موقع قاعدة بيانات الأفلام السويدية (السويدية)
- جينيفر دونداس على موقع قاعدة بيانات الفيلم (الإنجليزية)
- جينيفر دونداس على موقع كينوبويسك (الروسية)